# Correbia agnonides
Correbia agnonides là một loài bướm đêm thuộc phân họ Arctiinae, họ Erebidae.